# Zaječí
Zaječí är en ort i Tjeckien.   Den ligger i regionen Södra Mähren, i den sydöstra delen av landet, 220 km sydost om huvudstaden Prag. Zaječí ligger 241 meter över havet och antalet invånare är 1 435.
Terrängen runt Zaječí är platt åt nordost, men åt sydväst är den kuperad.Runt Zaječí är det ganska tätbefolkat, med 139 invånare per kvadratkilometer. Närmaste större samhälle är Břeclav, 15,2 km sydost om Zaječí. Trakten runt Zaječí består till största delen av jordbruksmark.